# 汪日章 (清朝)
汪日章（?—?），浙江钱塘人，清朝政治人物。举人出身。
嘉庆十年六月初八，由江苏布政使升任廣西巡撫。嘉庆十一年八月十六（1806年9月27日），调任江苏巡抚。

## 文內注釋
1. ↑  广西地方志. . 广西地方志.   [2013-01-18]. （原始内容存档于2013-10-14）.